# Акоста Вильярреаль, Пабло
Пабло Акоста Вильярреаль (исп. Pablo Acosta Villarreal, 26 января 1937 года, Охинага — 24 апреля 1987 года, Санта Елена, Чиуауа) — мексиканский преступник, крупный наркоторговец, один из основателей наркокартеля Хуареса. Был наставником и деловым партнером мексиканского наркобарона Амадо Каррильо Фуэнтеса. Пабло Акоста Вильярреаль был убит в 1987 году, в результате рейда федеральных агентов Мексики.

## В культуре
В 2018 году вышел телесериал «Нарко: Мексика». Вильярреаля сыграл актёр Херардо Тарасена.